# Présence française dans la vallée de l'Ohio
 (janvier 2017).
La présence française dans la vallée de l'Ohio est le résultat de la colonisation française en Amérique du Nord dans la Pennsylvanie actuelle.
La présence française commence avec les expéditions de Cartier et Champlain. Voulant mettre en place l'exportation lucrative des peaux de castors vers l'Europe, la France établit des relations avec les tribus amérindiennes, colonise les futures villes de Montréal et Québec et construit plusieurs forts le long du fleuve Saint-Laurent et sur les côtes des lacs Champlain et Érié.
Malgré la perte du territoire en 1759 dans une bataille contre le général Forbes, des traces de la culture française sont encore visibles aujourd'hui.

## Historique

### 1534-1645: Début de la présence françaises en Ohio

#### Explorations par René-Robert Cavelier De La Salle
Les premiers Européens arrivèrent dans la vallée de l’Ohio au XVIIe siècle. Selon toute vraisemblance, il s'agissait de Français.
Au cours de l’hiver 1668-1669, René-Robert Cavelier De La Salle apprend de plusieurs Iroquois qu’un grand fleuve se trouverait à l’intérieur de l’Amérique du Nord et qui se dirigerait vers la Chine. Il n’est pas clair si les indigènes parlaient de la rivière Ohio ou le fleuve Mississippi. Étant intrigué par cette information, La Salle décide à l’été 1669 de quitter Montréal pour explorer le fleuve. Son groupe descend le Saint-Laurent en canot jusqu’au lac Ontario, puis se dirige vers la terre ferme. Il affirma plus tard qu’il avait atteint la rivière Ohio et qu’il l’avait empruntée jusqu’à l’actuelle ville de Louisville. Il est crédité comme étant le premier Européen à voir la rivière Ohio.
D'autres explorations suivront notamment en 1682.

#### Relations entre Amérindiens et Français

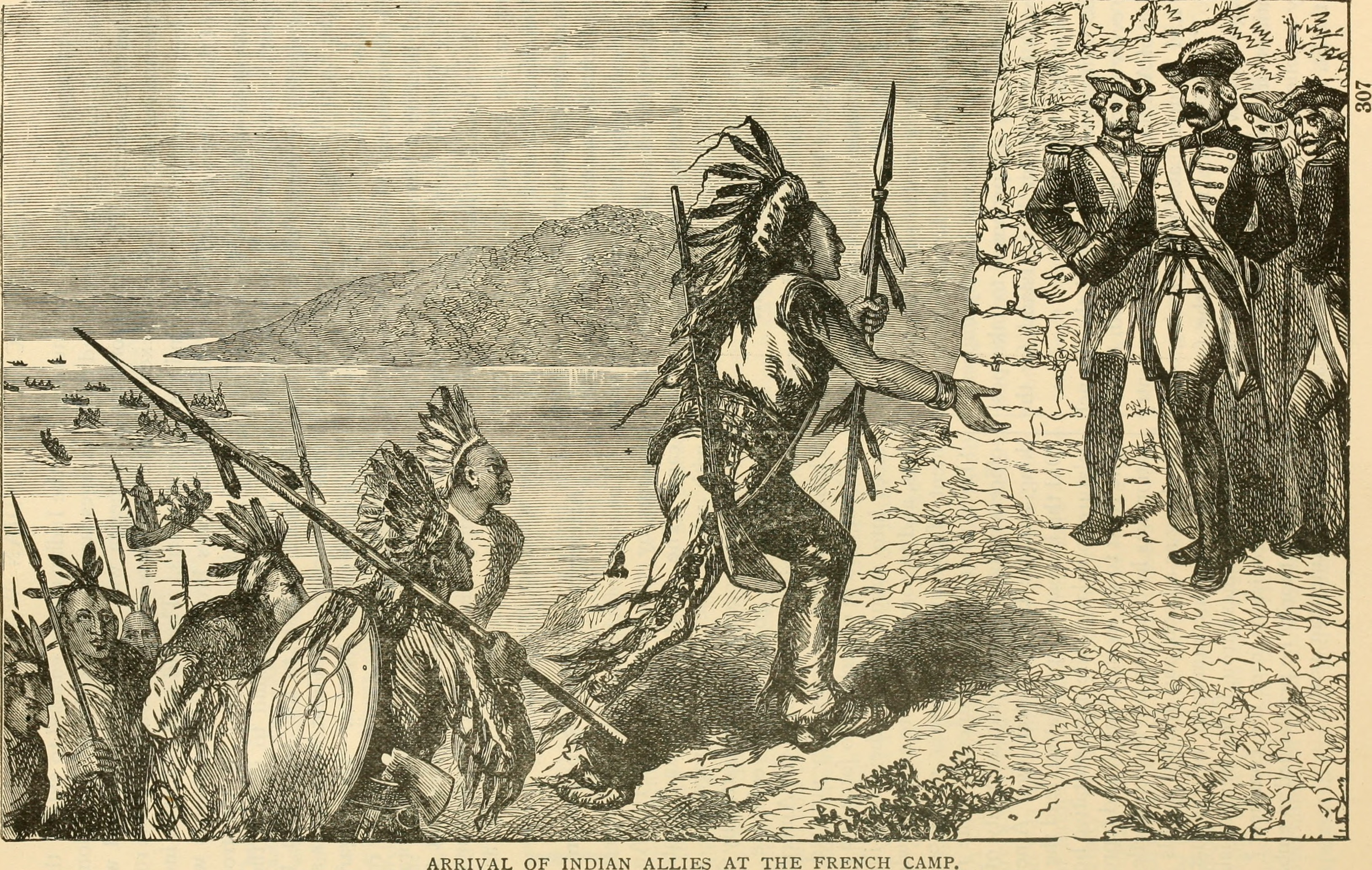
Une rencontre entre alliés amérindiens et français (imagerie populaire, 1901).

Les Amérindiens résidaient dans cette région depuis longtemps. Les Monongahelas (en), par exemple, habitaient dans la vallée depuis le XIe siècle, mais en général ils n'eurent pas de contact direct avec les Européens. Ils faisaient plutôt affaire avec les autres nations amérindiennes qui restaient en contact avec les Européens. Quand les Européens arrivèrent dans la vallée, les Monongahelais avaient été déjà tués ou assimilés par les Iroquois (les tribus Seneca et Cayuga) et leurs subordonnés, les tribus Lenape et Chaouanon,.
Vers 1725, les Chaouanons établisent un petit village nommé Logstown (en) à 18 miles au nord de l'actuel Pittsburgh, mais des représentants de nombreuses tribus amérindiennes le peuplaient. Les Amérindiens apprécient les bonnes moissons et profitent de leur autonomie des gouvernements coloniaux.
Pendant la période de contrôle français du territoire de la vallée du fleuve Ohio, les relations entre Français et Amérindiens étaient souvent aimables en comparaison aux autres pouvoirs européens. Les Français comptèrent sur les Amérindiens pour les guider dans les territoires d’Amérique. De plus, les Amérindiens vivaient près des Français et se marièrent souvent avec eux. C'était le cas pour les Amérindiens de la région de Pittsburgh et la région de la vallée du fleuve Ohio en général. En outre, les relations entre Amérindiens et Français étaient si fortes que la plupart des tribus amérindiennes s'allièrent aux Français pendant la Conquête, même si plusieurs chefs comme Tanachrission voulurent rejoindre les Britanniques,.

### 1645-1754: Revendications britanniques
À partir des années 1740, des commerçants britanniques commencèrent à traverser les Appalaches pour commercer avec les Amérindiens de l’Ohio,.
Les Britanniques eurent des relations tendues avec les Amérindiens en voulant agrandir leur territoire et établir des colonies plus peuplées que celles des Français. D'une part, ils souhaitaient instaurer un contrôle absolu sur leur territoire en Amérique, d'autre part, les Français privilégiaient le développement du commerce avec les tribus indigènes. En outre, les Britanniques acquirent une mauvaise réputation chez les Amérindiens de Pennsylvanie en raison de la rupture fréquente des traités et les termes frauduleux du Walking Purchase (en) de 1737.
Les deux nations, amérindienne et britannique, envoyèrent des représentants pour passer des accords et revendiquer la région. Etant donné qu'aucun fort n'existait dans la région à ce moment-là, Logstown devint un centre politique et commercial pour les relations franco-amérindiennes et anglo-amérindiennes,. Pourtant, après l'arrivée et l'installation des Français dans la région, surtout lors de la construction du Fort Duquesne au confluent des rivières Allegheny et Monongahela et l'expulsion des Britanniques résidant à Logstown, les Amérindiens devinrent plus prudents dans ces relations.
De 1744 à 1748, la Grande-Bretagne et la France sont en guerre. Pendant le conflit, la Grande-Bretagne réussi à bloquer les communications entre les colonies françaises en Amérique du Nord et le royaume. Cela provoque une chute du commerce de fourrures que les Français entretenait avec les Amérindiens, mais aussi une baisse de l'approvisionnement en produits manufacturés venus d’Europe qui servait de monnaie d'échange avec eux. Des hommes d’affaires britanniques en profitèrent, devenant les principaux partenaires commerciaux des Amérindiens de l’Ohio.
En 1748, le comte de la Galissoniere, le plus haut fonctionnaire français en Amérique du Nord, ordonna au Celeron de Bienville (également orthographié Celeron de Blainville) d’emmener 250 soldats français dans l’Ohio Country pour renouer de vieilles amitiés avec les Amérindiens locaux et chasser les commerçants britanniques de la région. De Bienville accomplit la mission à l’été 1749. Il se rendit de Montréal à la source de la rivière Ohio (aujourd’hui Pittsburgh) et descendit la rivière. De Bienville transportait avec lui plusieurs plaques de plomb. Sur ces plaques se trouvaient des déclarations qui revendiquaient l’Ohio Country pour la France. Aux endroits où les principales rivières rejoignaient la rivière Ohio, le groupe s’arrêta et enterra l’une des tablettes. Sur un arbre voisin, une plaque métallique a été placée, affirmant les revendications de la France et déclarant que la tablette se trouvait à proximité. Cette pratique d’enterrer les plaques a commencé en Europe au Moyen Âge et était un moyen courant de montrer la propriété foncière. Au total, De Bienville aurait enterré six plaques.
Pendant les périodes de croissance rapide au Québec, le développement économique s'appuya sur l'esclavagisme. Les peuples autochtones constituaient la majorité des esclaves en Nouvelle-France en raison du système de traite des esclaves qui existait déjà entre les tribus indigènes. De 1706 à 1754, la population de la Nouvelle-France passa de 16 417 habitants à 55 009. À la fin de l'implication française au Canada en 1759, on comptait environ 4 000 esclaves (7 % de la population), dont 2 472 étaient indigènes.
En 1753 et encore en 1754, quand George Washington arriva dans la région pour revendiquer le territoire au nom des Britanniques, les chefs des tribus Seneca et Onneiout, Tanaghrisson et Guyasuta lui apportèrent leur soutien . Ces chefs permirent l'installation limitée des Britanniques dans la région pour contenir le pouvoir français, ce qui amplifia les conflits entre Britanniques et Français. Après la victoire des Français au Fort Necessity en 1754, les Amérindiens brûlèrent Logstown pour éviter la punition des vainqueurs. Les habitants déménagèrent au sud et à l'ouest sous la protection des Britanniques ou dans les territoires sans gouvernement colonial. Les Français reconstruisirent Logstown, mais son importance ne fut plus jamais aussi forte. Quand les Britanniques conquirent le fort Duquesne et commencèrent à construire Fort Pitt, aucun Amérindien n'habitait plus le village .

### 1754-1756: Début de la conquête britannique

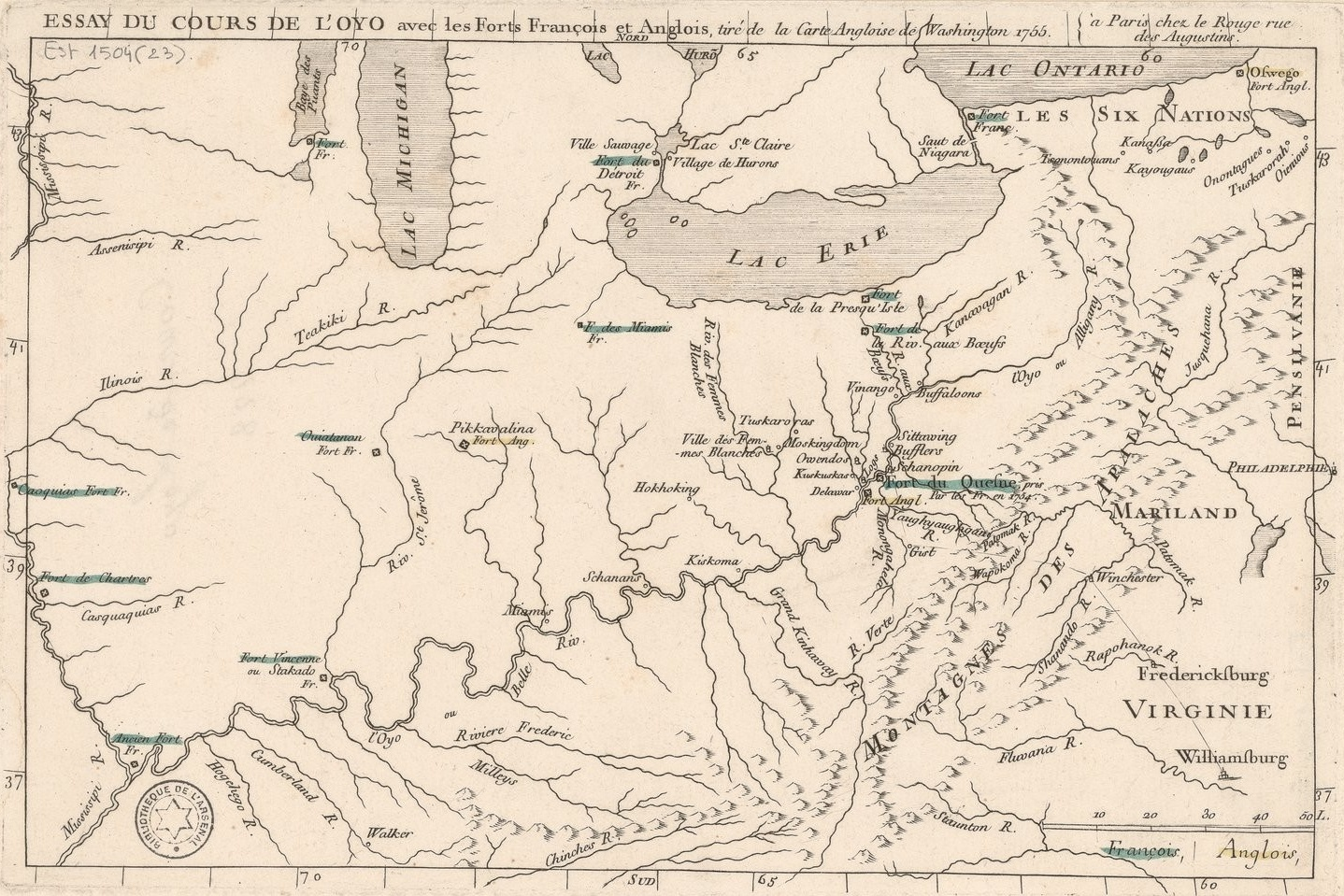
Carte de la vallée de l’Ohio en 1755. Surligné en bleu : les forts français ; surligné en jaune : les forts britanniques.

En 1754, le gouverneur britannique de la Virginie voulut gagner le contrôle de la vallée de l'Ohio qui était sous le contrôle des Français. Il ordonna à George Washington de mener des soldats dans la vallée. Ce dernier prit la route en avril de cette année. Quand Washington et ses soldats arrivèrent, ils commencèrent à construire un petit fort, le futur Fort Necessity. Un chef Iroquois du nom de Tanaghrisson, un ami de Washington, suggéra une attaque sur les 50 soldats français stationnés près d’eux. Le 28 mai 1754, Washington mène 40 soldats britanniques et douze guerriers Iroquois contre le site des Français. Le jeune lieutenant Joseph Coulon de Villiers, sieur de Jumonville commandait ce groupe de soldats français. Les Britanniques prirent les Français en embuscade, au cours de laquelle le sieur de Jumonville fut tué. Satisfaits de leur victoire, les Britanniques retournèrent au Fort Necessity. Le 3 juillet 1754, les Français, aidés par des tribus amérindiennes, prirent leur revanche lors de la bataille de Fort Necessity. La pluie très dense empêcha les Britanniques de voir le terrain et de se défendre contre leurs assaillants. Ils finirent par capituler, accordant ainsi la victoire aux Français.
Après la bataille de Fort Necessity, les Français présentèrent une lettre de capitulation à George Washington et au capitaine James Mackay, comme il était de coutume à la fin des batailles militaires de l'époque. Les conditions de la capitulation étaient ordinaires pour la plupart, mais quelques mots spécifiques empêchèrent leur pleine compréhension. Jacob Van Bramme, le seul officier britannique qui parlait français, traduisit le document, mais il lui était presque impossible de lire la lettre car de fortes pluies dissolvaient l'encre du document. Van Bramme ne se rendit pas compte que les expressions explicites, « l'assassin » et « l'assassinat du Sr. de Jumonville », changeaient la portée de la lettre. À cause de cette mauvaise compréhension, les officiers britanniques venaient d'avouer, à leur insu, l'assassinat de Jumonville. Cet aveu allait déclencher la première vraie guerre mondiale.
L’affaire de Jumonville déclencha une série d'événements qui conduisirent à la Guerre de Sept Ans ou la « Conquête ». Tout de suite après les batailles de Jumonville Glen et du Fort Necessity, la confusion domina entre les Britanniques et les Français. Les Britanniques étaient furieux des agissements des Français dans la région de la rivière Ohio. De 1754 à 1756, les Britanniques et les Français envoyèrent leurs diplomates dans les cours royales européennes afin de faire pression sur les autres dirigeants de l'Europe et créer des alliances. Finalement les Britanniques réussirent à s'allier avec le Portugal et la Prusse. Pendant ce temps, les Français s'allièrent à la Russie, l'Autriche et quelques états germaniques (la Bavière, la Saxe). En 1756, la Guerre de Sept Ans commença et se déroula sur cinq continents,.
Pour Washington, la guerre était un désastre. Pendant la campagne de Forbes, Washington tira sur des soldats de son camp. Il démissionna en disgrâce et retourna en Virginie pour établir sa propriété au Mont Vernon où il demeura jusqu'à la Guerre d'indépendance. Pour plusieurs tribus amérindiennes, la défaite de Washington face aux Français motiva leur décision de s'allier avec les Français afin d'expulser les Britanniques de la région. Pour la France, la guerre fut un désastre qui mena à sa défaite et la perte de toutes ses colonies en Amérique du Nord,.

### 1756-1763: Guerre de Sept Ans
La guerre de Sept Ans fut un conflit majeur entre les Britanniques, les Français et les Amérindiens pendant la colonisation de l'Amérique. Entre 1756 et 1763, les nations belligérantes se lancèrent dans un violent conflit, remporté par la Grande-Bretagne. Le premier succès britannique fut celui de la bataille des plaines d’Abraham qui marque le début de la conquête britannique au Canada.

#### Bataille des plaines d’Abraham
La bataille des Plaines d'Abraham se déroula le 13 septembre 1759.
Le général britannique James Wolfe, qui dirigeait les troupes au Canada, débarqua sur la rivière Saint-Laurent près de Québec. Ce jour-là, James Wolfe et ses 4 400 soldats formèrent des lignes de bataille sur les plaines d'Abraham, un plateau à l'extérieur de la ville de Québec qui appartenait à un fermier, Abraham Martin. Les troupes françaises dirigées par le Marquis de Montcalm quittèrent la ville de Québec pour s'engager dans le combat. Bien que les Français et les Britanniques disposassent d'effectifs similaires, les troupes françaises étaient constituées uniquement de milices et d'Amérindiens, tandis que les troupes britanniques se composaient de soldats réguliers, beaucoup mieux disciplinés. Peu après le début de la bataille, le général Wolfe mourut mais les troupes britanniques poursuivirent leur stratégie. Après un échange constant de tirs au fusil, les Britanniques prirent l'avantage et le général Montcalm fut tué. Les Britanniques prirent Québec, et le 18 septembre, les Français signèrent les Articles de Capitulation.

#### Conséquences
La Bataille des plaines d'Abraham fut un tournant dans l'histoire de la Nouvelle France et la Guerre de Sept Ans. En vainquant les Français et gagnant la ville de Québec, les Britanniques établirent leur présence militaire en Nouvelle France. Cette défaite  influença le cours de la guerre. Le pouvoir des Britanniques fut accru, et ils conquirent le reste de l'Amérique du Nord, comme l'état de New York, la Pennsylvanie et le Massachusetts. La bataille influa aussi sur la relation entre Français et Amérindiens parce que les Britanniques vainquirent les Amérindiens et s'emparèrent de leurs ressources. Cette bataille eut une influence majeure sur le cours de l'histoire américaine.
Néanmoins, après la guerre de la Conquête, les Britanniques tentèrent de maintenir la paix entre eux et les Amérindiens, et le roi de Grande-Bretagne déclara que les Britanniques n’empiéteraient ni sur les territoires de l'ouest, ni sur la région de la Vallée du fleuve Ohio. Malgré ces garanties, les colons britanniques continuèrent de s’installer dans les territoires amérindiens. En particulier, ils établirent le Fort Pitt et un village autour du fort pour cimenter la défense de leurs frontières.

#### Chute du Fort Duquesne

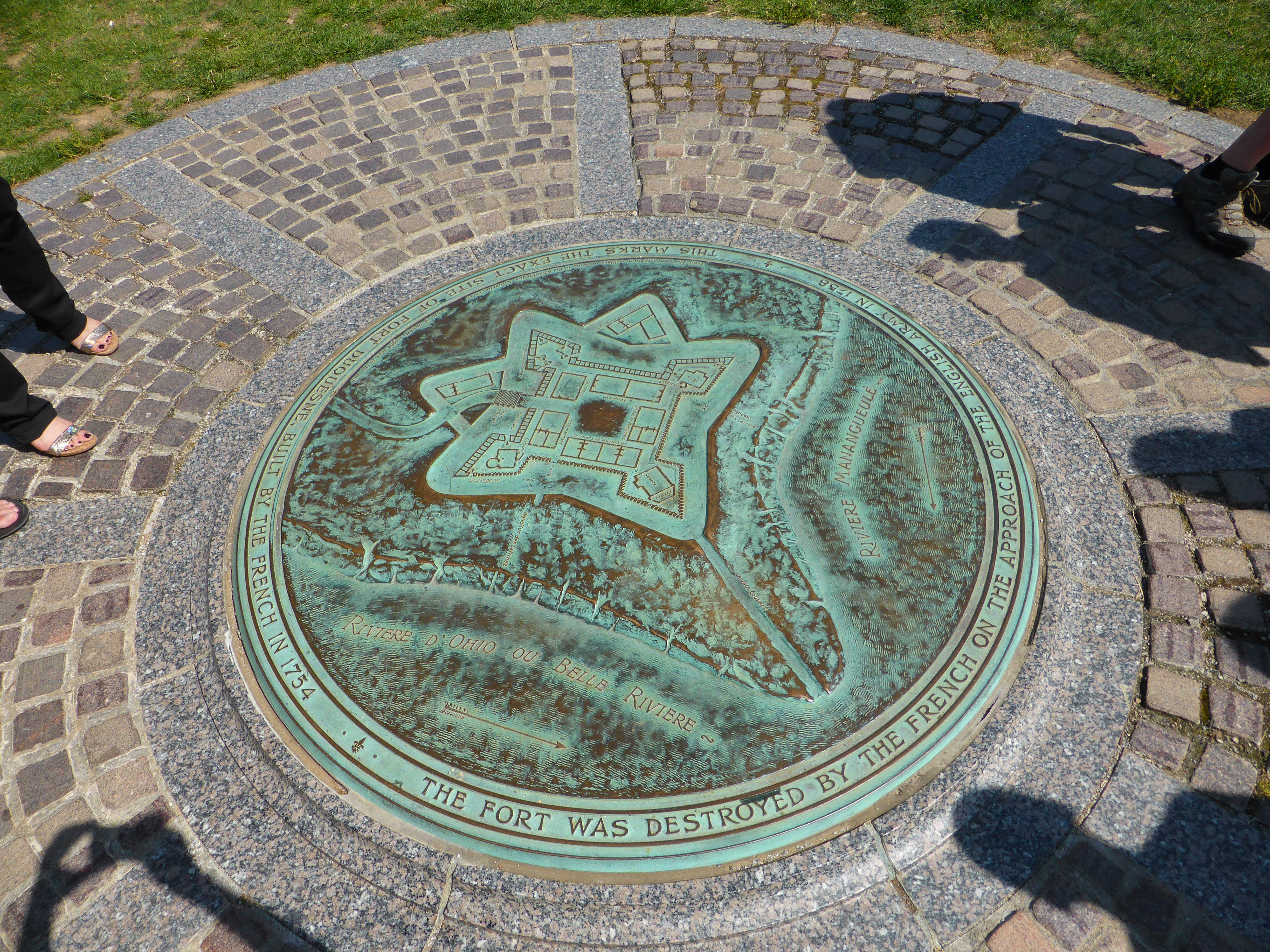
Plaque, en français et en anglais, mentionnant à Pittsburg la construction de Fort Duquesne en 1754 et sa destruction en 1758.

Le 25 novembre 1759, face à la pression des forces anglaises du général anglais John Forbes — 2 500 hommes —, le commandant canadien François-Marie Le Marchand de Lignery fait sauter le fort, puis il fait repli vers le fort Machault avec 100 hommes et dépêche par bateau ses canons et ses munitions aux Illinois.
À la place, ils construisirent un fort qu'ils nommèrent Fort Pitt en l'honneur de William Pitt, le Premier Ministre britanniques. Il fut utilisé pour la guerre et le commerce, joua un rôle important pendant la guerre de Sept Ans ainsi que pendant la révolution américaine. En 1792, le fort fut abandonné, et par la suite les citoyens de Pittsburgh utilisèrent des matériaux du fort pour construire leurs maisons et d'autres bâtiments.

### Depuis l'Indépendance des États-Unis
La ville de Cleveland accueil un consulat français.

## Vestiges historiques
Des six plaques enterrées par De Bienville, une seule a été retrouvée intacte.